# Oxyopes flavus
Oxyopes flavus är en spindelart som beskrevs av Banks 1898. Oxyopes flavus ingår i släktet Oxyopes och familjen lospindlar. Inga underarter finns listade i Catalogue of Life.